# 贝尔纳·拉孔布
贝尔纳·拉孔布（法語：Bernard Lacombe，1952年8月15日—2025年6月17日），法国前职业足球运动员。

## 荣誉
里昂
- 歐洲足協圖圖盃: 1997[1]